# アコースティック・コントロール・コーポレーション
アコースティック・コントロール・コーポレーション (Acoustic Control Corporation) はエレクトリック・ギター及びエレクトリック・ベース用の楽器用アンプの設計開発及び製造を行っていた企業で、1980年代には事業を停止している。そして2007年以降は名称が Acoustic Amplification へと変わり営業再開。かつての社屋はアメリカ、カリフォルニア州のサンセット大通りにあったが、現在の社屋はロサンゼルス市内のヴァン・ナイズにある。

## 来歴
アコースティック社のギター及びベース用のアンプにおける最も大きな特色は、ソリッド・ステート（トランジスタ）回路で構成されたアンプ (Amplification) で構築された製品群であり、真空管を用いた回路に比べるとハイ・パワー型で高能率な設計になっている。
ほんの一時期だけ「Black Widow」というモデル名のギターを製作していたが、全体のデザインがモズライト社のギターに酷似していたため200本ほど生産した時点でクレームが付き生産終了となり、その後はギターに関しての設計製造は行われていない。ジャズ・ギターリストの ラリー・コリエル や、ジェームス・ブラウン・バンド のギターリストの ジミー・ノーラン らが使用していた事があるモデル。殆ど市場に出回らなかったが、その存在はファン・サイトなどで知る事が出来る。
Acoustic Control Corporation は1980年代半ばに事業停止し、PA用のアンプ回路設計会社の True Tone Audio として再事業していた。設計技師の Steve Rabe は1984年にベース・アンプ専門のメーカー「SWR」へと移り、1998年には独立して「Raven Labs」社を立ち上げている。そして、Acoustic Control Corporation は2007年に Acoustic Amplification と社名を変更して再起し、B20 と AB50 というモデルから生産を始めている。その後の新たなモデルは Acoustic Amplification社のウェブ・サイトで随時発表されている。

## 主なユーザー
主なアコースティック製アンプのユーザーには様々なジャンルに存在し、ギターリストのロビー・クリーガー (ドアーズ) は最初期のアコースティック社製のアンプから使用していて、アコースティック 260 ヘッド と 261 エンクロージャー の組み合わせによる最初のACC (= Acoustic Control Corporationの略称) モデルで、アルバート・キング と チャック・ベリー も クリーガー と同じモデル 260+261 ユニットを使用していた。カナダ出身のギター名手として有名な フランク・マリノ (フランク・マリノ&マホガニーラッシュ) 、フランク・ザッパ、アーニー・アイズレー らはモデル 270のアンプを使用。パット・メセニー が作り出していた有名な独特のギター・トーンはモデル 134 コンボを使用。ジョン・マクラフリン (マハヴィシュヌ・オーケストラ) もアコースティック製のギター・アンプ使用者であった。
ベーシストの中にもアコースティック社製のベース・アンプ・ユーザーは多く、ジョン・ポール・ジョーンズ (レッド・ツェッペリン)、ジャコ・パストリアス は モデル 360+361 を使用していて、ジョンジーの場合は2ユニットの 360+361 をステージ上で使用していた。他にも、ラリー・グラハム (スライ&ザ・ファミリー・ストーン, グラハム・セントラル・ステーション)、カール・ラドル (Carl Radle, デレク・アンド・ザ・ドミノス)、 リック・グレッチ (Ric Grech, ブラインド・フェイス)、ジョン・マクヴィー (フリートウッド・マック)、トニー・スティーヴンス (Tony Stevens, サヴォイ・ブラウン)、ピーター・オヴァレンド・ワッツ (Peter "Overend" Watts, モット・ザ・フープル)、カーク・パワーズ (Kirk Powers, アメリカン・ティアーズ) らもアコースティック製のベース・アンプを使用した。
キーボーディストでは、ヴァーデン・アレン (Verden Allen, モット・ザ・フープル) が260 ヘッド・アンプを使用。オランダのプログレッシヴ・バンドの フォーカス は モデル 271+371 の組み合わせで使用し、1971年のアルバム『Moving Waves』発売後のツアーで使用していた。

## 主なACC製品

### ベース・アンプ
1980年まではオール・ディスクリートで構成されたソリッド・ステート回路で設計されていた時期で、ディスクリートとはトランジスタ、抵抗、コンデンサ、コイルなどの単体パーツの組み合わせで構築されている電気回路の事を指し、それらの機能をひとまとめにしたICなどの集積回路を用いた電気回路とは区別されている。
- Model #360+361  (生産時期：1968年〜1971年)

Model #360 (ヘッド) はプリ・アンプ部として機能し、Model #361 (エンクロージャー) は45cmのスピーカーが中央に後ろ向きで1ユニット、フロント・ローデッド・ホーン形式のエンクロージャーに搭載、下部にはパワー・アンプ・ユニットを内蔵。プリ及びパワー・アンプ部は真空管回路を使用しないオール・ディスクリート構成ソリッド・ステート回路のハイ・パワー型となっていて、平均出力は220W、最大ピーク時は440Wまで対応できる仕様。
Model #360のフロント・パネルには、左端からハイ・ゲインとロー・ゲインのインプット、ブライト・スイッチ、ボリューム、トレブル、ベース、バリアンプ・レンジとエフェクト、ファズのアタックとゲイン・コントロールなどのノブが有り、右端にはパワー・スイッチ、グランドのON/OFF スイッチが装備。Model #360のリア・パネルにはヒューズ・ボックス、4対のアウトプットとファズ ON/OFFなどのフット・スイッチ用コネクターなど。
サイズは、Model #360が、縦15.3cm、横幅61cm、奥行き30cm・Model #361が、縦122cm、横61cm、奥行き46cm
- Model #320+408  (生産時期：1978年〜1982年)

Model #320 (ヘッド) はプリ&パワー・アンプ部分として機能し、オール・ディスクリート構成ソリッド・ステート回路のハイ・パワー型、パワー・アンプ部の出力は1978年〜1980年は160W RMS@4Ω、1981年〜1982年は225W RMS@4Ω、接続するエンクロージャーのインピーダンスが2Ωの場合 (Model #408はインピーダンスが2Ω) には300W RMSが出せる仕様。
Model #320のフロント・パネルには、インプットがA/B ch用各1つ、A/B ch毎の独立したコントローラーとして、10dB PAD スイッチ、ブライト・スイッチ、ボリューム、トレブル、ミッドレンジ、ベースのノブが各々2個用意され、センター・セクションにはパワー・ブーストとノーマルの切り替えスイッチ、グラフィック・イコライザーのA/B ch切り替えスイッチ、一番右セクションには70Hz、125Hz、350Hz、820Hz、2000Hzの5ステージで各々+/- 20dBのブースト&カットが出来るグラフィック・イコライザーのスライダーを搭載。
Model #320のリア・パネルにはグランドのON/OFF スイッチ、ヒューズ・ボックス、2対のスピーカー用アウトプット、A/B ch切り替えとグラフィック・イコライザーのON/OFF フット・スイッチ用コネクター、A/B ch共有のエフェクター・インサート用プリ・アンプ・アウトとリターンが1対、A/B ch独立のエフェクター・インサート用プリ・アンプ・アウトとリターンが2対用意されている。
Model #408 (エンクロージャー) は各々バスレフ・ダクトを持つ上下の独立した2つのエンクロージャーに38cmのスピーカーが前向きに2ユニット、真ん中の中空スペースに対して上下にあるエンクロージャーの下部と上部から2ユニットが互い違いにマウントされた「チューンド・コンビネーション・リフレックス (Tuned Combination Reflex) 」という独特のエンクロージャー形式で、中心部にあるスペースには上下のエンクロージャーからのバスレフ・ダクトも互い違いに設置。
サイズは、Model #320が縦16.5cm、横67.3cm、奥行き29cm、重量19kg・Model #408が縦127cm、横67cm、奥行き51cm、重量59kg